# Premi Pau Vila
El Premi Pau Vila fou creat amb la intencionalitat d'honorar la memòria del Dr. Pau Vila que se havia significat pel seu interès a descobrir el medi geogràfic. L'objectiu del Premi és el reconeixement i l'estimulació de les escoles, professorat i alumnat en la descoberta i respecte de l'entorn natural proper. Inicialment les convocatòries eren anuals però des de fa uns anys han estat bianuals per afavorir la presentació de treballs més elaborats i experimentats.